# Škoda Citigo

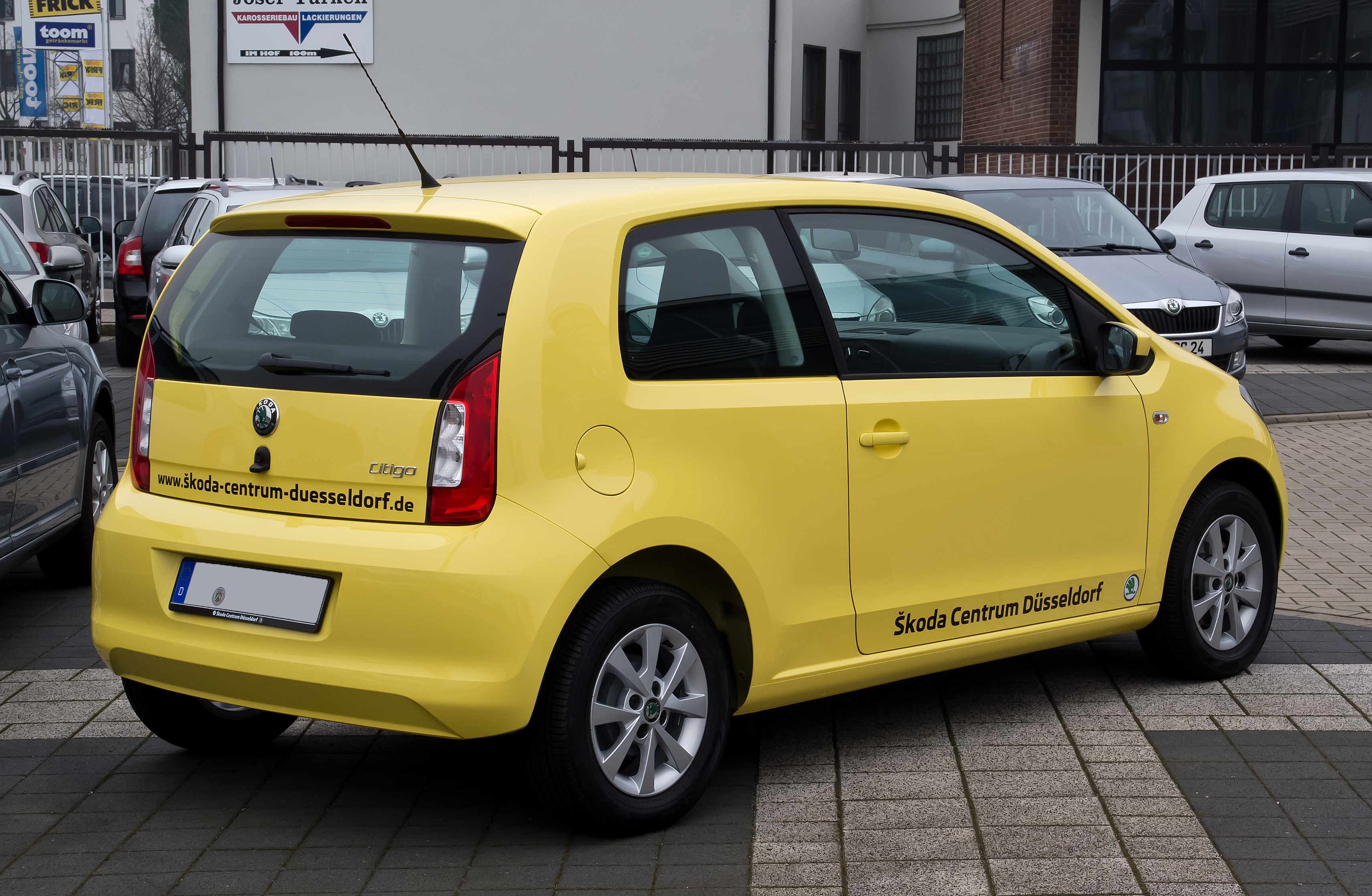
3-дверний Škoda Citigo

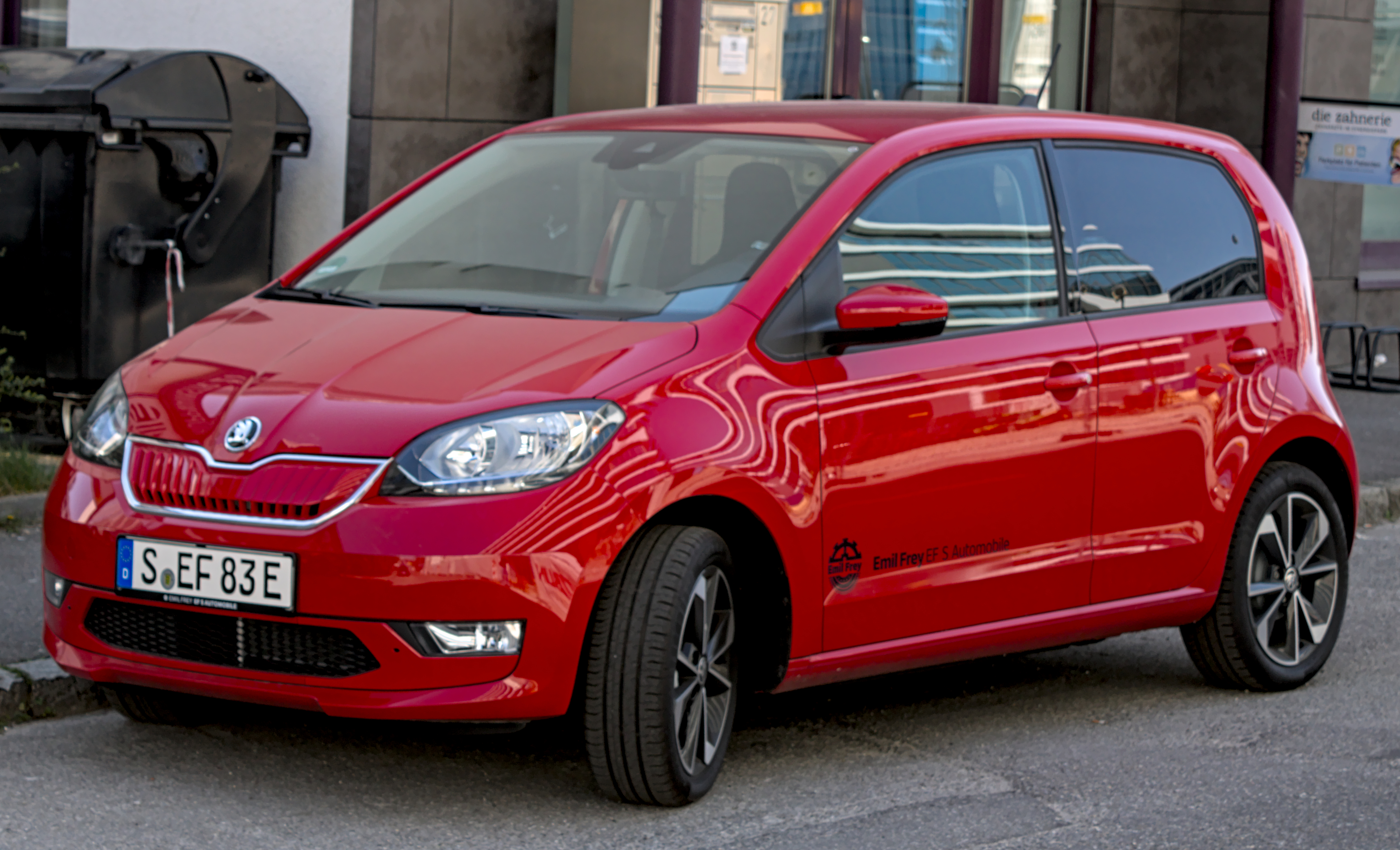
5-дверний Škoda Citigo-e iV

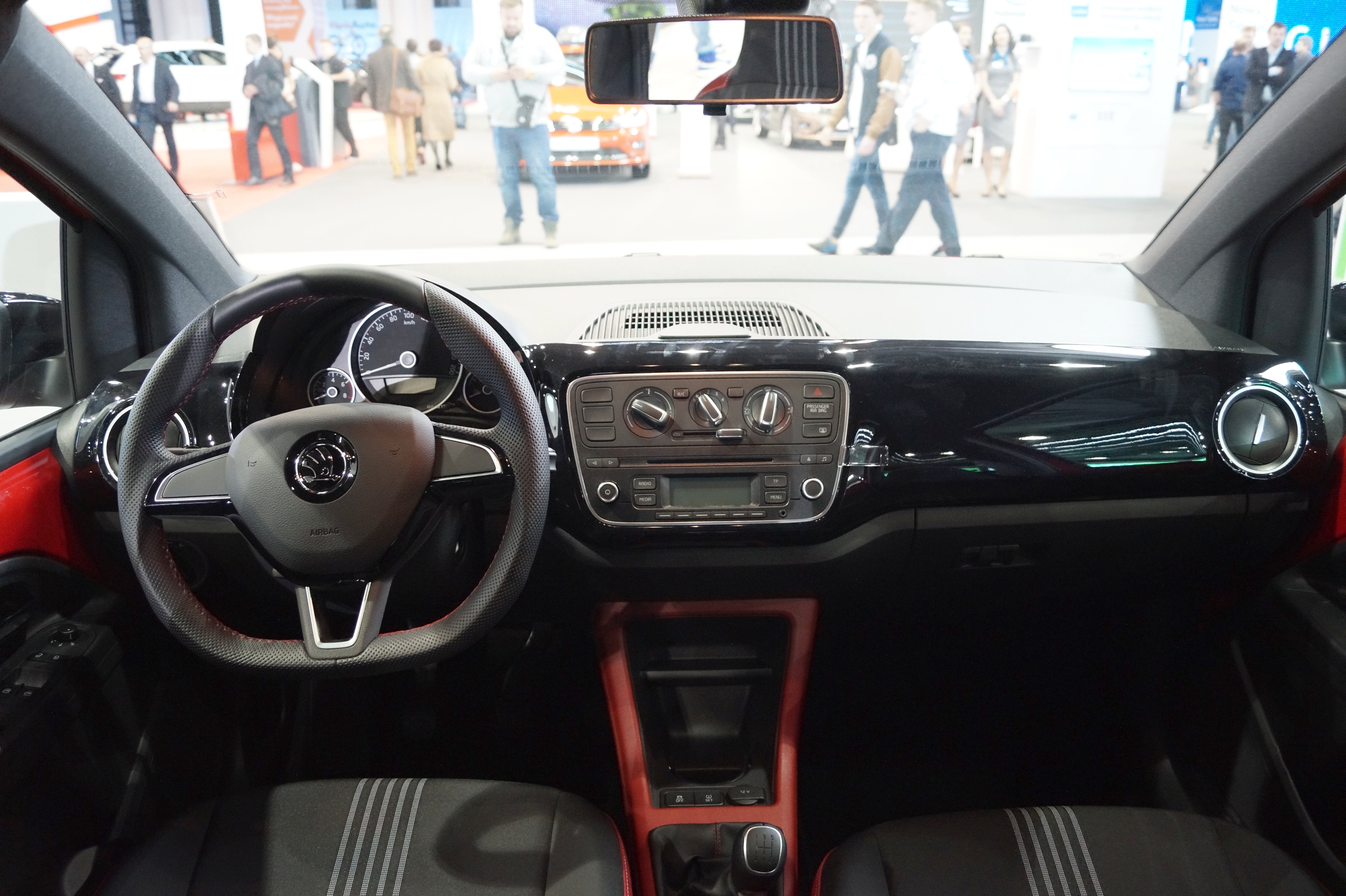

Škoda Citigo (вимовляється Шкода Сітіго) — малолітражний міський автомобіль в кузові хетчбек, розроблений чеською компанією Škoda Auto і представлений публіці на Франкфуртському автосалоні в 2011 році. Збірка здійснювалась на заводі в Братиславі, Словаччина.
Виробництво автомобіля стартувало в жовтні 2011 року. Продажі Citigo на європейському й азійському ринку почалися влітку 2012 року.
Автомобіль комплектується трициліндровим бензиновим двигуном 1,0 MPI потужністю 60 або 75 к. с., або трициліндровим двигуном, що працює на природному газі 1,0 CNG потужністю 68 к. с.
Виробництво автомобіля припинено у 2020 році.

## Škoda Citigo-e iV
Модель Škoda e-Citigo, запущена у виробництво в 2019 році, комплектується 83-сильним електродвигуном. Автомобіль комплектується літієвими батареями місткістю 36,8 кВт·год. Їх вистачає на пробіг 265 кілометрів. Максимальна швидкість складає 130 км/год.
За допомогою зарядного пристрою експрес-зарядки постійним струмом електрокар може наповнити свої акумулятори на 80 % за 30 хвилин.

## Двигуни
- 1,0 л H5Bt MPI I3 60 к. с.
- 1,0 л MPI I3 75 к. с.
- 1,0 л EcoFuel I3 (CNG) 68 к. с.
- e-Citigo 83 к. с. 210 Н·м